# Akrosom
Akrosom je celični organel, ki se razvije na prednji strani glave semenčice (spermalne celice) pri mnogih živalih (vključujoč ljudi). Njegova oblika spominja na pokrivalo in izvira iz Golgijevega aparata. Pri semenčicah placentalnih sesalcev akrosom vsebuje različne hidrolitične encime, kot sta denimo hialuronidaza (ki katalizira reakcijo razpada hialuronske kisline in se poleg testisov nahaja tudi v strupu pajkov ter čebel) in akrozin, ki je ena izmed proteaz (encim, ki sproži reakcijo hidrolize beljakovin in polipeptidov). Encimi v notranjosti akrosoma so v glavnem namenjeni razgradnji zunanje membrane jajčne celice (jajčeca), ki se imenuje zona pelucida (poznana tudi kot pelucida in steklasta ovojnica), zaradi česar lahko spermalna celica v notranjost izpusti svoje haploidno jedro, ki se zatem združi s prav tako haploidnim jedrom jajčeca.

## Akrosomska reakcija
Prisotnost akromosoma je nujna za pravilno izpeljan potek oploditve, saj brez hidrolitičnih encimov jedro spermalne celice ne more preiti razmeroma trdne celične membrane jajčne celice. Semenčica mora zaradi tega izvesti proces, ki ga imenujemo akrosomska reakcija. Ko se spermalna celica približa pelucidi (membrani jajčne celice), se membrana, ki obdaja akrosom, zlije s plazmalemo glave semenčice, kar povzroči izliv sestavin akrosoma. Mednje poleg raznih encimov, ki so odgovorni za razkroj membrane jajčne celice, spadajo tudi površinski antigeni, ki se vežejo na membrano jajčeca.
Potek in posledice akrosomske reakcije so zelo variabilne, saj so v večji meri vrstno specifične. Pri nekaterih je bilo denimo ugotovljeno, da se sprožilec same reakcije nahaja na plasti, ki obdaja jajčno celico.

### Iglokožci
Za nižje živali, kot so na primer iglokožci, je značilna zunanja oploditev, saj denimo samice morskih ježkov v morsko vodo sprostijo rumenkasto obarvan oblak jajčec, ki jih oplodi prosto plavajoča sperma bližnjih samcev. Jajčeca privlačijo spermalne celice s pomočjo posebnih molekul (atraktantov) in ob medsebojnem stiku se v semenčicah odvije akrosomska reakcija. Zunanja plast glave spermalne celice, ki je sedaj aktivirana, se na konici razpre in iz te odprtine začne hitro rasti cevka ali filament, obenem pa se plazmalema podaljša, da zaščiti rastočo tvorbo. Strukturo imenujemo tudi akrosomalni proces in izgleda kot konica puščice, za katero je značilno, da se prva dotakne vitelinske ovojnice jajčeca.
Notranjost akrosomalnega procesa v glavnem sestavlja aktin, ki ga najdemo na primer v mikrofilamentih in sarkomerah mišičnih celic. Po uspešni penetraciji želatinastega ovoja in stiku z vitelinsko ovojnico se akrosomalni proces pritrdi, kar pa ni vedno uspešno, saj mora tvorba najti ustrezni receptor (ponavadi je to nek glikoprotein, ki strukturno ustreza molekuli akrosomalnega procesa). Takšna akrosomalna molekula je denimo bindin. Odkril jo je celični biolog Victor D. Vacquier, ki je s pomočjo protiteles bindina pokazal, da se ta izloča iz akrosomalnih granul, nahajajočih se na prednji strani rastočih filamentov.

### Vloga akrosomske reakcije pri človeški oploditvi
Tudi pri človeku je precej majhen odstotek semenčic, ki uspejo premagati razne fiziološke in morfološke ovire ženskih spolovil in posledično prispeti v neposredno bližino jajčne celice. Zgolj stik spermalne celice s površino jajčeca ni dovolj, saj vstop v notranjost pregrajuje več zaščitnih dejavnikov. Skrajni zunanji sloj predstavljajo foliklove celice, ki tvorijo tako imenovano žarkasto krono (lat. corona radiata) in se nahajajo v zunajceličnem matriksu, ki ga gradi hialuronska kislina. Razgradnjo slednje katalizira encim hialuronidaza, ki je ena izmed mnogih beljakovin akrosoma.
Sledeča plast je pelucida, na katero se s pomočjo receptorskih molekul pritrdi akrosom, kar vodi v začetek akrosomske reakcije. Ena izmed teh receptorskih molekul je ZP3, ki je po kemijski zgradbi glikoprotein, pri reakciji pa pomaga tudi ZP2. Vezava molekule ZP3, na katero se semenčica veže s pomočjo β 1,4-galaktoziltransferaze, sproži eksocitozo akrosomove vsebine (denimo encima proteaze akrozina in β-N-acetilglukozaminidaze, ki prične hidrolizo stranske verige oligosaharidov na beljakovinah pelucide). Na tak način spermalna celica uspešno penetrira pelucido in dospe do celične membrane jajčne celice.

### Spontana akrosomska reakcija
Spermalna celica lahko akrosomsko reakcijo sproži tudi, še preden se dotakne pelucide, enako pa se zgodi v primernem rastnem mediju in vitro kulture. Ta proces imenujemo spontana akrosomska reakcija (pogosto se uporablja kratica SAR, ki prihaja iz začetnic angleškega izraza, spontaneous acrosome reaction).
Do neke mere je ta fenom pri različnih sesalskih vrstah normalen. Vzpodbudi ga prehod skozi cumulus oophorus (skupek večskladnega epitelija, ki je iz folikularnih celic granuloz, in jajčne celice) pomembno vlogo pa igrajo hormoni, ki jih te celice izločajo (denimo progesteron, LPA ali lizofosfatidna kislina in LPC).
Pri miših spontana akrosomska reakcija ni nič posebnega, saj so spermalne celice, ki jo doživijo, še vedno sposobne oploditve jajčne celice. Drugače je pri ljudeh, saj raziskav zaradi določenih etičnih zadržkov ni mogoče v celoti izvesti (pri miših se denimo uporablja transgene miši, ki imajo fluorescenčno spermo, kar pri ljudeh ne pride v poštev).
Navadno sprožitev spontane akrosomske reakcije pri človeških semenčicah ne vodi v oploditev. Enako se zgodi, če spermalna celica akrosomske reakcije ne izvede, saj brez nje ne more prodreti v notranjost jajčne celice. Problem se pojavi, kadar je spontani akrosomski reakciji podvržen večji delež semenčic iz moške sperme, saj to običajno vodi v zmanjšano plodnost ali celo neplodnost (sterilnost). Pri moških se zato pogosto uporablja različne determinacijske teste, ki denimo pokažejo akrosomalni indeks (delež semenčic z morfološko ustreznim akrosomom) ali pa so namenjeni ugotavljanju aktivnosti akrozina (akrosomalne hidrolaze) in odstotka semenčič, ki jim je mogoče akrosomsko reakcijo sprožiti s pomočjo umetnega dražljaja (na primer kalcijevega ionoforja).